# バート・シュテーベン
バート・シュテーベン (ドイツ語: Bad Steben)は、バイエルン州オーバーフランケン行政管区ホーフ郡に属する市場町で、バイエルン州で最も設備の整った温泉町である。

## 地理
バート・シュテーベンは、フランケンヴァルト自然公園内にあり、中低山地気候に属する。

### 自治体の構成
本町は、21の地区 (Ort) からなる。このうち孤立農場などを除く集落を以下に列記する。
- バート・シュテーベン
- ボーベングリュン
- カールスグリュン
- クリストゥスグリュン
- ゲルラス
- ホルヴァーゲン
- ローヒャウ
- オーバーシュテーベン
- ティーアバッハ

## 歴史
シュテーベンが初めて史料に現れるのは1374年12月25日の記述においてである。この町は、1792年からプロイセン王国のバイロイト侯領に属し、1810年にバイエルン王国領となった。1832年6月8日に「バイエルン王の国定温泉」の称号を得た。1952年4月22日に市場の開催権を獲得した。1971年から1978年までのバイエルン州の自治体再編で、1818年に独立した自治体となっていたオーバーシュテーベン、ティーエルバッハ、カールスグリュン、ボーベングリュンといった町村と合併した。

## 紋章
青地に銀色の屋根付き噴水。水盤は金色で、噴水の上部に金色の大文字の「R」が掲げられている。
紋章の彩色は、バイエルン州の色である白と青を基本にしている。湧出口に描かれた神殿風の建物 (Tempel)は、バートシュテーベンのテンペル源泉(Tempelquelle)を表す。湧出口の上に描かれた「R」は、テンペル源泉がラドン含有泉であることを示しており、この町から5kmほど離れたブランケンシュタインから始まるレンシュタイクを示すものではない。

## 見所

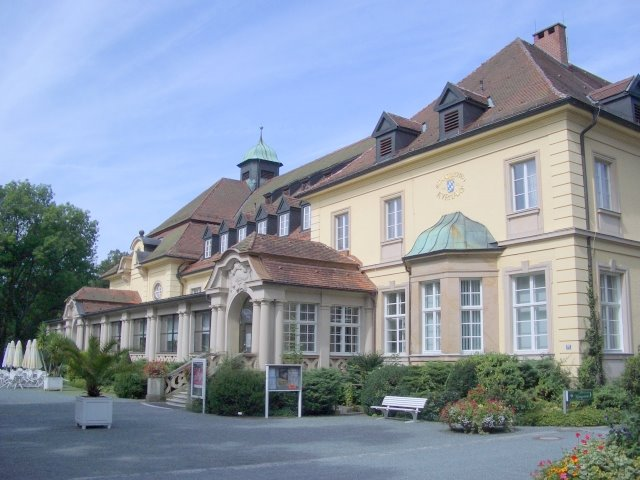
クアハウス

- 1500年頃に描かれたセッコ法壁画がある旧自衛教会、聖ヴァルブルガ教会
- ルター教会（ユーゲントシュティール様式）
- アレクサンダー・フォン・フンボルト旧宅
- 円柱回廊を持つクアパークとクアハウス、この中には、シュライナー財団グラフィック博物館 (Grafik Museum Stiftung Schreiner)がある
- シュピーエルバンク・バート・シュテーベン （カジノ）

## 経済と社会資本
バート・シュテーベンは、バイエルン州定温泉地となった温泉保養地である。アレクサンダー・フォン・フンボルトは、バート・シュテーベンと深いつながりがある。ドイツ年金保険の2つの大きなリハビリテーション医療施設はドイツ全土に知られている。
バート・シュテーベンは、ホーフ - バート・シュテーベン線により、鉄道網につながっている。

### 施設
2001年3月23日、バートシュテーベンに新しいカジノがオープンした。このシュピーエルバンク・バート・シュテーベンは、全部で9つのカジノを運営するバイエルン州立宝くじ機構に属する。
2004年12月17日には健康センターのテルメ・バート・シュテーベンがオープンした。
カールスグリュン地区には、フランケンヴァルトで最も古い旅館アーデルスカンマーに隣接して、WSVバート・シュテーベンのスキージャンプ台がある。

## 催し物
春と秋の教会祭
年2回の教会祭（5月1日と10月の第3日曜日）は地区の区別を越えて開催される。教会祭マーケットが開かれ、大変に多くの人がやってくる。この祭りの期間中、ドイツ鉄道は、臨時列車を増発させ、2倍近くの便を運行する。
聖霊降臨祭会議
毎年、聖霊降臨祭の日にボーベングリュン地区で、キリスト教青年会バイエルン支部会の聖霊降臨祭会議が開催される。

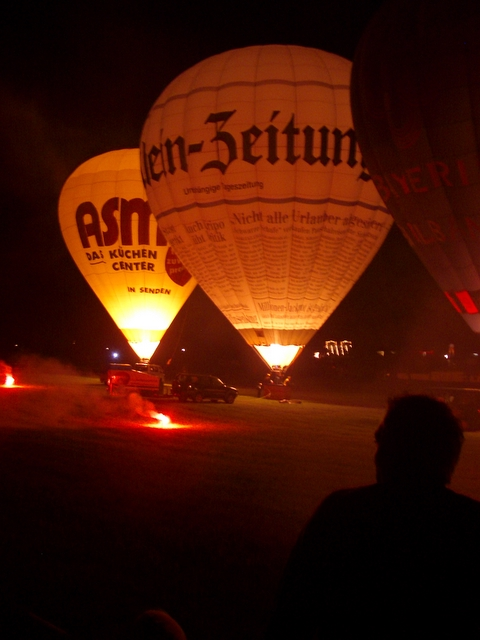
熱気球フェスティヴァル
毎年8月にテルメ・バート・シュテーベンの裏の草原で熱気球フェスティヴァルが開催される。この催しは、金曜日の夕方に気球を熱することから始まる。夕闇が迫る中気球が膨らみ、火口が辺りを照らし出す。そして土曜日と日曜日は、朝と夕方に気球は一斉に空へと上ってゆく。
スキージャンプ競技会
WSVバート・シュテーベンのジャンプ台では毎年3回ほど国際的な参加者によるスキージャンプ競技会が行われる。
カジノの夏フェスタ
通常8月に開催されるこぢんまりとしたフェスタ

## 引用
1. ↑  https://www.statistikdaten.bayern.de/genesis/online?operation=result&code=12411-003r&leerzeilen=false&language=de Genesis-Online-Datenbank des Bayerischen Landesamtes für Statistik Tabelle 12411-003r Fortschreibung des Bevölkerungsstandes: Gemeinden, Stichtag (Einwohnerzahlen auf Grundlage des Zensus 2011)
2. ↑  Bayerische Landesbibliothek Online